# Embaixada da Palestina em Brasília
A Embaixada da Palestina em Brasília é a representação diplomática do Estado da Palestina no Brasil.
Está localizada na SEN Lote 20, no Setor de Embaixadas Norte, na Asa Norte. O atual embaixador é Ibrahim Mohamed Khalil Alzeben. Seu prédio faz referência a arquitetura muçulmana e a cúpulas de mesquitas como a da Cúpula da Rocha.

## História
A relação entre Brasil e Palestina começa em 1975, quando havia apenas ainda a Organização para a Libertação da Palestina (OLP). Tendo sido reconhecida como movimento de libertação nacional, a OLP passou a ter um representante em Brasília. Em 1993, a Palestina passa a ter uma Delegação Especial em Brasília, que se tornou equivalente a uma embaixada a partir de 1998. Em 2004, um escritório equivalente foi aberto pelo Brasil em Ramalah, e em 2010, com o reconhecimento da Palestina como estado pelo Brasil, a Delegação Especial passou a ser oficialmente a Embaixada da Palestina.

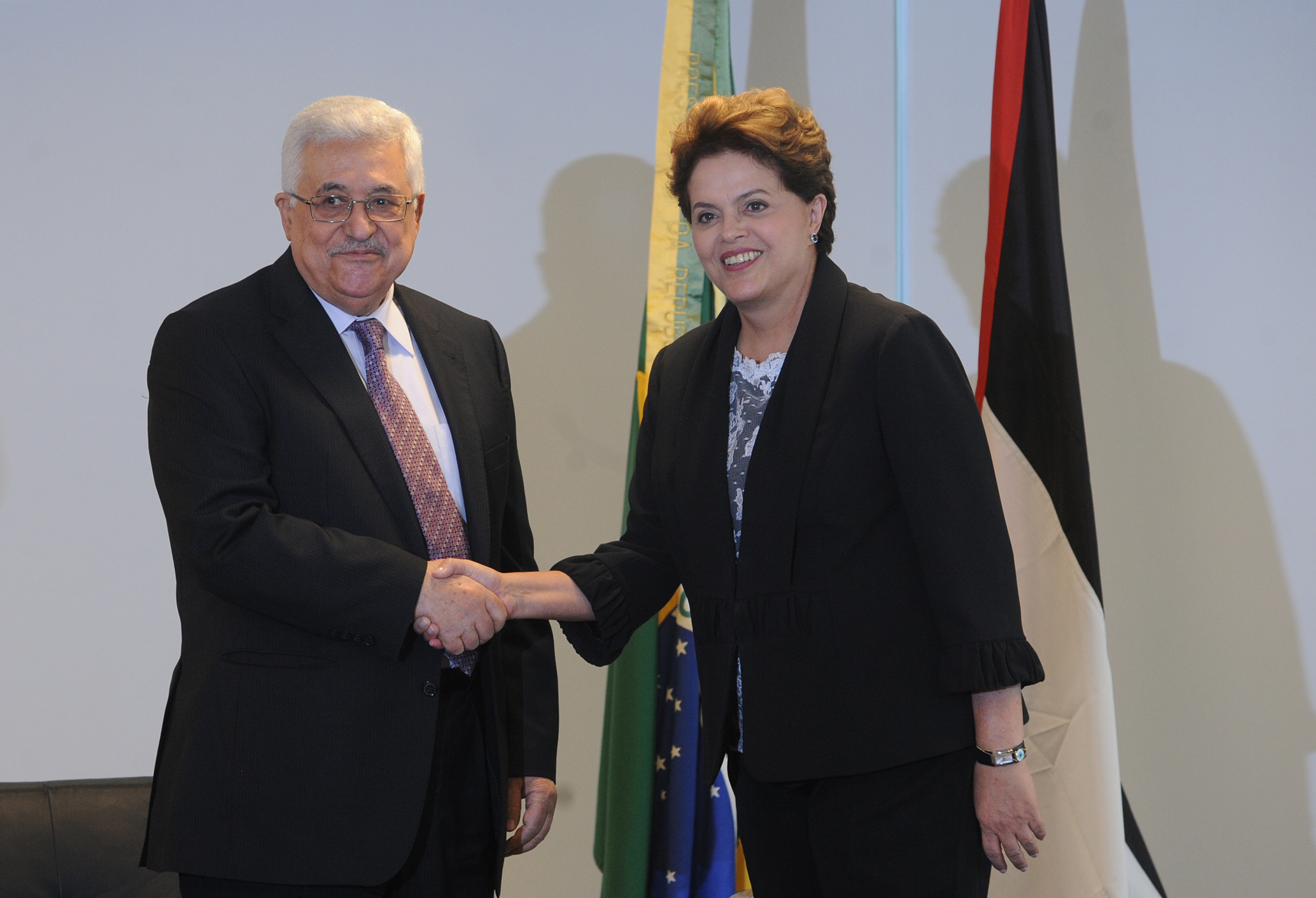
A então presidente brasileira Dilma Rousseff e o líder da Autoridade Palestina, Mahmoud Abbas. A relação entre Brasil e Palestina cresceu após o reconhecimento do estado palestino em 2010.

Sua primeira sede foi no Lago Sul, instalando mais tarde, em 2016, a sede definitiva no Setor de Embaixadas Norte. É a embaixada mais próxima da Praça dos Três Poderes, num terreno de 15,6 mil metros quadrados cedido pelo governo brasileiro em 2011, como acontece com todas as nações. Seu projeto foi feito pelo arquiteto Ibrahim Ayyash, que acabou morrendo antes do prédio ser inaugurado. Ele projetou o prédio baseado em técnicas tradicionais da arquitetura palestino, com destaque para uma cúpula dourada que remete a outras cúpulas islâmicas como a do Domo da Rocha. O prédio levou dois anos e meio para ser finalizado.

## Serviços
A embaixada é divida em setores administrativo, gabinete do embaixador e consulado, que realiza os serviços protocolares das representações estrangeiras, como o auxílio aos palestinos que moram no Brasil e aos visitantes vindos da Palestina e também para os brasileiros que desejam visitar ou se mudar para o país asiático. Os diplomatas palestinos lidam com as relações com os outros países e com o Brasil - nos últimos anos, por exemplo, a questão da transferência da embaixada brasileira em Israel para Jerusalém ganhou os holofotes, com o embaixador palestino sendo chamado para consultas. O atual presidente brasileiro, Jair Bolsonaro, havia prometido remover a embaixada durante sua campanha, mas nunca retomou o assunto.